# Östad
 (novembre 2024).
Si vous disposez d'ouvrages ou d'articles de référence ou si vous connaissez des sites web de qualité traitant du thème abordé ici, merci de compléter l'article en donnant les références utiles à sa vérifiabilité et en les liant à la section « Notes et références ».
Östad est une localité de la commune de Tanum dans le comté de Västra Götaland en Suède.
Les premières mentions écrites du nom d'Östad remontent à 1423.
Sa population était de 218 habitants en 2019.